# Gioco di carte collezionabili

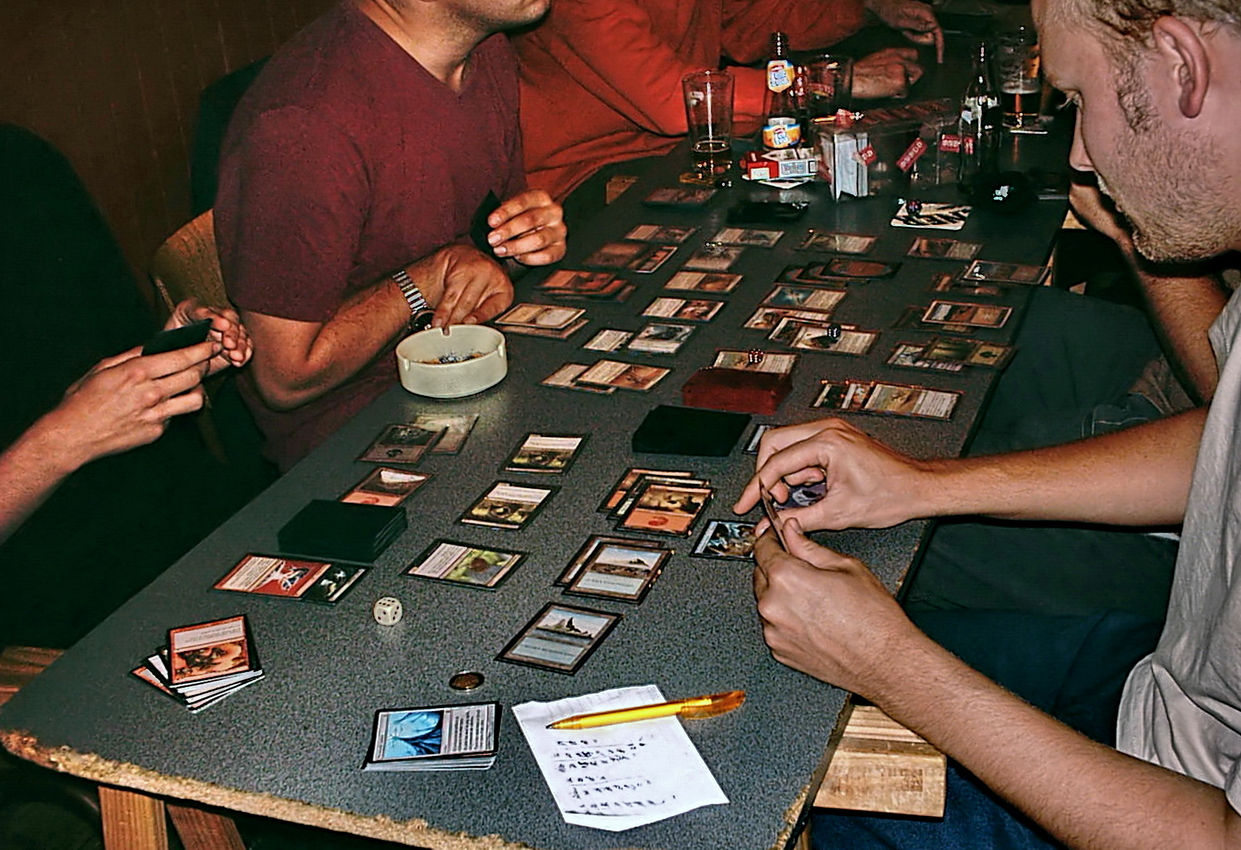
Giocatori di Magic: l'Adunanza.

Un gioco di carte collezionabili, abbreviato come GCC, è giocato utilizzando delle carte da gioco vendute in confezioni che contengono ognuna un assortimento di carte diverso, combinando la passione del gioco con quella del collezionismo.
Perché un gioco di carte sia definito collezionabile, secondo Patrick Williams, è richiesto che utilizzi carte collezionabili, sia prodotto in massa per il mercato e che possieda un regolamento che utilizzi le carte. Secondo la definizione della rivista Scrye è un gioco di carte in cui il giocatore costruisce il suo proprio mazzo utilizzando carte vendute per la maggior parte in assortimenti casuali. Le carte possono essere acquisite scambiandole con altri giocatori o acquistandole in confezioni. Se ogni carta del gioco può essere ottenuta semplicemente attraverso un numero di scambi o acquisti limitati allora non è considerata un GCC.
Il primo gioco di carte collezionabili è stato Magic: l'Adunanza di Richard Garfield, ma nonostante la sua importanza nel mercato dei giochi di carte collezionabili, altri giochi hanno avuto successo e si sono costruiti una nicchia per sé stessi, come per esempio Yu-Gi-Oh!,  Pokémon, Cardfight!! Vanguard, World of Warcraft e Legend of the Five Rings. Molti altri giochi di carte collezionabili degni di nota sono ormai fuori produzione, tra questi: Star Wars, Lord of the Rings, Vampire: The Eternal Struggle, Middle-earth e Netrunner. Molti altri giochi sono stati pubblicati incontrando però poco successo.

## Origine
I giochi di carte collezionabili hanno avuto origine dalle figurine, che negli Stati Uniti sono generalmente stampate su un cartoncino rigido non adesivo con immagini e testi su entrambi i lati, e abbinando ad esse un regolamento di gioco. Un possibile predecessore potrebbe essere stato The Base Ball Card Game del 1904, che possiede le principali caratteristiche di un gioco di carte collezionabili, ma che non andò oltre lo stato di prototipo.
Il primo gioco di carte collezionabili è Magic: l'Adunanza, ad ambientazione fantasy, progettato da Richard Garfield e pubblicato dalla Wizards of the Coast nel 1993. Nel 1991 Richard Garfield propose il prototipo del gioco da tavolo RoboRally alla Wizards of the Coast, ma questa all'epoca non aveva le risorse per produrlo e chiese invece a Garfield un gioco che richiedesse pochi materiali e potesse essere giocato in 15-20 minuti. Nel dicembre 1991 Garfield propose il gioco di carte Mana Clash, un prototipo che sarebbe diventato Magic: the Gathering
Poiché la Wizards of the Coast era impegnata in una causa legale con la Palladium Books che avrebbe potuto portarla al fallimento, Garfield creò nel 1993 la Garfield Games per attrarre investitori e gestire la proprietà del gioco, la Wizards of the Coast rimase comunque la casa editrice incaricata della pubblicazione, ma il gioco non sarebbe stato influenzato dai risultati della causa legale. Il primo annuncio pubblicitario del gioco comparve su Cryptych, una rivista dedicata al fantasy e alla cultura pop. Il 4 luglio 1993 il gioco venne presentato alla Origins Game Fair in Fort Worth, Texas. Nel successivo mese di agosto la tiratura iniziale della prima edizione (l'Alpha di 2,6 milioni di carte) si esaurì rapidamente creando un immediato bisogno di ulteriori carte. La Wizard pubblicò rapidamente una nuova edizione del set base (la Beta, con una tiratura di 7,3 milioni di carte) seguita dalla Unlimited (35 milioni di carte) nel tentativo di soddisfare la domanda e di correggere alcuni piccoli errori nel regolamento. A dicembre fu pubblicato il primo set di espansione Arabian Nights, seguito da Antiquities nel marzo 1994. Il mese successivo fu pubblicata una nuova edizione del gioco, la Revised senza che l'eccitazione per il nuovo gioco e la richiesta di carte si fosse calmata

### La pazzia del 1994 e 1995
Magic era così popolare che i negozi non riuscivano a mantenersi alla pari con le vendite e gli ordini per nuove confezioni continuarono ad aumentare. Altri editori di giochi decisero di sfruttare la nuova mania e la prima a farlo fu la TSR che affrettò la produzione di un suo gioco di carte collezionabili, Spellfire, pubblicandolo nel giugno 1994. In tutto questo periodo di tempo Magic fu difficile da ottenere, perché l'offerta non riusciva a soddisfare la domanda. I proprietari dei negozi gonfiarono gli ordini nel tentativo di aggirare le quote di assegnazione dei distributori. Questa pratica si ritorse contro di loro quando la capacità di stampa riuscì infine a raggiungere la richiesta e l'espansione Fallen Empires fu pubblicata nel novembre 1994, in contemporanea all'atteso Star Trek Customizable Card Game della Decipher Games. I rivenditori che avevano ordinato centinaia di confezioni, aspettandosi di riceverne dozzine, si trovarono con i magazzini pieni e ben presto il nuovo set fu offerto in sconto e la Wizards of the Coast, per mantenere le buone relazioni con i propri distributori, accettò di permettere la cancellazione di parte dei preordini.
Per mantenere la posizione di predominio la Wizards of the Coast raccolse i diritti per la pubblicazione di giochi di carte collezionabili basati su altre popolari proprietà intellettuali, come BattleTech, Middle-earth Role Playing, Cyberpunk 2020 e Vampiri: la masquerade. Proprio basandosi su quest'ultima pubblicò nel settembre 1994 il suo secondo gioco di carte collezionabile, Jyhad, sempre scritto da Garfield. Il gioco vendette bene, anche se non quanto Magic, e fu una grande mossa competitiva per la Wizards dato che permise di tenere fuori dal mercato dei giochi collezionabili la White Wolf.. A differenza di Magic, pensato per essere giocato da due giocatori, Vampire: The Eternal Struggle, come venne chiamato dopo la prima edizione Limited, è ottimizzato per 3-5 giocatori e introduce elementi di diplomazia e continui cambiamenti di alleanze. La Wizards supportò V:TES per soli due anni, fino al 1996, anno dopo il quale i diritti ritornarono alla White Wolf, che lo pubblicò fino al 2010.
La Steve Jackson Games decise di entrare nel mercato adattando il suo gioco di carte Illuminati e pubblicò Illuminati: New World Order (Steve Jackson, 1994), supportatolo con due espansioni nel 1995 e 1998.
All'inizio del 1995, uno su tre dei nuovi giochi annunciati dalla GAMA era un gioco di carte collezionabili. Anche editori non di giochi stavano entrando nel mercato come per esempio Donruss, Upper Deck, Fleer, Topps, Comic Images e altri. Tutti volevano sfruttare la bolla speculativa dei giochi di carte collezionabili, e l'offerta fu molto maggiore della domanda da parte dei giocatori. Solo nel 1995 furono pubblicati 38 GCC tra cui Doomtrooper, Middle-earth, OverPower, Rage, Shadowfist, Legend of the Five Rings e SimCity. Jyhad fu rivisto e il suo nome cambiato in Vampire: The Eternal Struggle per differenziarsi dal termine islamico "jihād" e per avere un titolo più simile alla proprietà intellettuale su cui era basato. Il Star Trek CCG (basato sulla serie The Next Generation) della Decipher fu quasi terminato dopo che in seguito ad alcune dispute la Paramount Pictures annunciò che la licenza non sarebbe stata rinnovata alla sua scadenza nel 1997. Comunque per la fine del 1996 la situazione era stata risolta e la Decipher aveva riottenuto la licenza per The Next Generation insieme con quelli di Deep Space Nine, Voyager e il film Primo contatto.
Per l'estate del 1995 i rivenditori notarono che le vendite dei GCC stavano calando, nonostante l'entusiasmo dei produttori. Chronicles, un'espansione di Magic pubblicata a novembre, fu essenzialmente una ristampa di carte dei set precedenti, ed ebbe una cattiva accoglienza da parte collezionisti perché pensavano che svalutasse le loro collezioni. Inoltre il mercato era ancora saturo delle espansioni precedenti, la nuova espansione Era Glaciale riempiva gli scaffali insieme alla precedente Fallen Empires. Il GCC in cui i rivenditori speravano per risollevare le vendite, Star Wars, non fu pubblicato fino a dicembre inoltrato. Per allora la Wizards of the Coast, l'editore leader dei GCC, aveva annunciato una riduzione del personale, seguita dal licenziamento di oltre 30 dipendenti.

### Stabilizzazione e consolidamento
All'inizio del 1996 il mercato dei GCC stava ancora riprendendosi dai suoi recenti fallimenti e dalla sovrabbondanza di prodotti, inclusa la pubblicazione di Homelands, la sesta espansione di Magic, considerata a oggi la peggiore espansione. I due anni successivi furono un periodo di "raffreddamento" del mercato saturo di CGG. Inoltre gli editori arrivarono lentamente a capire che pubblicare un GCC non era sufficiente a mantenerlo vivo, ma che dovevano supportare i giocatori, piuttosto che i collezionisti. La citata edizione di Chronicles fu un passo in questa direzione, Lisa Stevens rispose alle lamentele dei rivenditori riguardo alla svalutazione del valore delle vecchie carte: «Noi li chiamiamo giochi di carte scambiabili ["trading" in originale] non collezionabili. Non abbiamo mai detto che sono collezionabili. Non è che non realizziamo che lo siano, è che la collezionabilità non è l'aspetto che vogliamo enfatizzare. Abbiamo preso la posizione che è la giocabilità ad essere importante.»
Molti altri GCC furono introdotti nel 1996 tra cui BattleTech, The X-Files, Mythos e Netrunner della Wizards. Molti GCC stabiliti erano in piena attività e rilasciavano nuove espansioni ogni pochi mesi, ma già alcuni pubblicati solo due anni prima erano morti. La TSR cessò la produzione di Spellfire e tentò la pubblicazione di un altro gioco collezionabile chiamato Dragon Dice, basato su dadi collezionabili piuttosto che su carte, ma fallì poco dopo la sua pubblicazione.
Il 10 aprile 1997 la Wizards of the Coast acquistò la TSR e le sue proprietà, tra cui principalmente il gioco di ruolo Dungeons & Dragons e il controllo della Gen Con. La Wizards interruppe subito tutti i piani di produzione di Dragon Dice, così come spense ogni speranza di una ripresa di Spellfire. Come parte dell'acquisizione della TSR la Wizards acquisì anche la Five Rings Publishing Groups editori del GCC Legend of the Five Rings (Ryan Dancey che fece da intermediario per l'acquisizione della TSR da parte della Wizards fece includere anche la sua compagnia, la Five Ring Publishing Group, nella trattativa e ottenne un posto da dirigente nella Wizards).
Sempre nel 1997 la Wizards acquisì anche la Andon Unlimited ottenendo quindi il controllo anche di Origins, l'altra grande convention di giochi statunitense. A settembre la Wizards ottenne il brevetto per i suoi "Trading Card Game" e più tardi in ottobre annunciò che avrebbe chiesto una percentuale sulle vendite dalle altre case editrici di GCC. Solo la Harper Prism, editrice di Imajica annunciò l'intenzione di pagare questa percentuale. Altri editori riconobbero comunque il brevetto sulle proprie confezioni.
La Wizards of the Coast iniziò a promuovere attivamente il gioco organizzato istituendo la Arena League, con una struttura di tornei e di valutazione dei giocatori simile a quella usata dalla United States Chess Federation (la federazione di scacchi statunitense). Il 2 agosto furono tenuti contemporaneamente eventi in dieci città statunitensi. Il 16 maggio 1997 aprì un centro giochi nel distretto universitario di Seattle in grado di accogliere fino a 270 giocatori.
La Decipher iniziò nel 1997 a finanziare tornei per i propri giochi Star Trek e Star Wars. Star Wars stava inoltre godendo di un forte successo grazie anche in parte all'entusiasmo per la pubblicazione delle edizioni speciali dei film, infatti il GCC di Star Wars rimase il secondo miglior GCC per vendite fino all'introduzione di Pokémon nel 1999..
Il 1997 vide un rallentamento nella pubblicazione di nuovi CCG. Solo sette nuovi giochi furono pubblicati, tra cui: Dune, Babylon 5, Shadowrun, Imajica e Aliens/Predator. Babylon 5 ottenne un successo moderato per alcuni anni fino a che il suo editore la Precedence Entertainment non perse la licenza alla fine del 2001. Sempre nel 1997, Vampire: The Eternal Struggle cessò la produzione, comunque la Wizards of the Coast tentò di entrare in un mercato più tradizionale con una versione semplificata di Magic chiamata Portal.

### L'ingresso della Hasbro
Furono introdotti solo sei nuovi GCC, tutti della Wizards, eccetto che per uno: C-23, Doomtown, Hercules: The Legendary Journeys, Legend of the Burning Sands e Xena: Warrior Princess e solo Doomtown ottenne recensioni migliori della media prima del termine della sua produzione e il ritorno dei diritti alla Alderac. C-23, Hercules e Xena erano tutti parte di un nuovo regolamento semplificato di GCC che la Wizards aveva creato per i principianti. Chiamato anche sistema ARC aveva quattro tipi distinti di carte: risorsa, personaggio, combattimento e azione (Resource, Character, Combat e Action). Questo regolamento fu comunque abbandonato in breve tempo.
Il numero di prodotti pubblicati per i GCC fu comunque gonfiato dal gran numero di espansioni del programma "Rolling Thunder" della Wizards of the Coast, nel cui ambito furono pubblicate miniespansioni mensili per Doomtown, Dune, Legend of the Five Rings e Rage. Il fatto che le bustine di espansione fossero vendute abbinate a mazzi base ebbe come conseguenza l'introduzione sul mercato di un eccesso di mazzi base e la natura episodica delle espansioni fece sì che ogni episodio fosse acquistato da un numero sempre più ridotto di giocatori.
Nonostante il successo limitato o inesistente di tutto il resto del mercato dei GCC, Magic si riprese e la Wizards aveva imparato le lezioni del 1996/1996. I giocatori continuarono a godersi il gioco comprando le sue nuove espansioni Tempest, Stronghold, Exodus e per la fine dell'anno, Urza's Saga che aggiunse nuovi entusiasti ai fan di Magic per via di alcune carte giudicate "troppo potenti"."
All'inizio del 1999, la Wizards pubblicò il Pokémon Trading Card Game sul mercato di massa ottenendo un successo inaspettato. Il gioco beneficiò del successo televisivo dei Pokémon e all'inizio le carte stampate non furono sufficienti a soddisfare la domanda. Secondo alcuni negozianti la scarsità di carte era in parte dovuta al recente acquisto della catena di negozi Game Keeper da parte della Wizards, dato che assumevano che questi ricevano più materiale legati ai Pokémon dei negozi non affiliati. Per l'estate del 1999 il Pokémon TCG fu primo gioco di carte collezionabile a superare in vendite Magic: The Gathering. Il suo successo rinnovò l'interesse per il mercato dei giochi di carte collezionabili. I negozi della grande distribuzione come Walmart e Target cominciarono a vendere i giochi di carte collezionabili e per la fine di settembre, la Hasbro era convinta della loro profittabilità ed acquistò la Wizards of the Coast per 325 milioni di dollari.
Un piccolo gruppo di nuovi giochi di carte collezionabili fu pubblicato nel 1999, tra questi Young Jedi, Tomb Raider, Austin Powers, 7th Sea e The Wheel of Time.

### Transizioni e raffinamento del mercato
Nel 2000 ormai i rivenditori erano esperti dell'andamento altalenante del mercato dei GCC e previdero l'inevitabile calo delle vendite dopo che la mania aveva raggiunto il suo picco nell'aprile di quell'anno. Era assente il panico associato alla sovrabbondanza di carte nel 1995 e nel 1996 e i rivenditori assorbirono il crollo di Pokémon, grazie anche al rinnovato interesse per Dungeons & Dragons dovuto alla pubblicazione della terza edizione. Comunque globalmente i GCC beneficiarono dell'interesse per il genere. Il successo di Pokémon nel mainstream aveva sottolineato l'interesse per lo sfruttamento delle proprietà intellettuali, specialmente di quelle associate ad un programma televisivo, come i cartoni animati, che fosse in onda. Tra i GCC introdotti nel 2000 sono degni di nota Sailor Moon, The Terminator, Digi-Battle, Dragon Ball Z, Magi-Nation e X-Men. Vampires: The Eternal Struggle riprese la pubblicazione dopo che la White Wolf ne aveva riottenuto i diritti e pubblicò la prima nuova espansione dopo tre anni (Sabbat War). La Wizards of the Coast introdusse un nuovo GCC sportivo intitolato MLB Showdown.
La Decipher pubblicò Death Star II, la sua ultima espansione basata sulla trilogia originale di Star Wars, ma visto il continuo calo delle vendite e il calo di interesse per il gioco non rinnovò la licenza. Nel 2000 fu pubblicato anche Mage Knight, un wargame tridimensionale, le sue miniature sono vendute in confezione sigillate contenenti dei modelli a caso, seguendo il formato dei giochi di carte collezionabili..
Comunque il vero colpo per l'industria fu la riduzione del personale della Wizards of the Coast, quando l'Hasbro licenziò più di 100 dipendenti e chiuse il suo tentativo di creare una versione online del gioco quando vendette la sua divisione interattiva. Allo stesso tempo Peter Adkisson decise di lasciare la Wizards of the Coast e lo stesso fece Lisa Stevens il cui lavoro era terminato con la chiusura della rivista The Duellist (pubblicata dalla Wizards of the Coast). L'Hasbro cessò anche la produzione di Legend of the Five Rings che venne infine venduto alla Alderac Entertainment nel 2001.

### Italia
In Italia ebbe un certo successo nei primi anni novanta Mutant Chronicles. A partire dal 1995 Alessio Meda e Alchemia pubblicarono i giochi di carte di Ken il guerriero, ispirato all'omonimo manga e anime, quello di Dragon Ball, anch'esso ispirato all'omonimo manga e anime, e quello dei Cavalieri dello Zodiaco, ispirato all'omonimo manga e anime. Un altro gioco di carte ad ambientazione fantasy, ispirato in particolare agli scenari di Dungeons & Dragons creato nei primi anni novanta e piuttosto noto negli USA, è Spellfire. Attualmente, oltre a Magic, sono diffusi anche Pokémon Trading Card Game, One Piece, Harry Potter Trading Card Game, Yu-gi-oh!, ispirato agli omonimi manga e anime Yu-Gi-Oh, Duel Masters, Eresia di Horus, Il Trono di Spade, Rat-Man - Il gioco senza nome, The Eye of Judgment, World of Warcraft Trading Card Game, Wizards of Mickey ed i Gormiti.
Basandosi sullo stesso schema di combinare un gioco con il meccanismo del collezionismo sono anche nati anche i giochi di dadi collezionabili e i giochi di miniature collezionabili. Di questi solo i secondi hanno ottenuto un certo successo, in particolare i Clix prodotti dalla Wiz Kids.

## Schema di gioco
Ogni GCC ha un insieme fondamentale di regole che descrivono gli obiettivi dei giocatori, le categorie di carte usate nel gioco e le regole in base alle quali le carte interagiscono. Ogni carta avrà del testo aggiuntivo che spiega i suoi effetti specifici nel gioco. Inoltre generalmente presentano un disegno che rappresenta uno specifico elemento derivato dal genere o ambientazione a cui è ispirato il gioco. Per esempio Magic: l'Adunanza è basato sullo scontro tra due maghi in un'ambientazione fantasy e le carte rappresentano le creature ed incantesimi di questa ambientazione.
Praticamente tutti i GCC sono progettati intorno ad un singolo sistema di risorse che dà il ritmo al gioco. Questo è in aggiunta al fatto che il numero stesso di carte è una risorsa. La forza relativa delle carte viene spesso bilanciata dal numero o tipo di risorse base che è necessario utilizzare per giocarla. Le risorse possono essere esse stesse delle carte specifiche o possono essere rappresentate da altri mezzi (per esempio segnalini che devono essere spesi, simboli sulle carte, ecc.)
I giocatori scelgono le carte che comporranno il loro mazzo tra le carte disponibili, diversamente dai giochi di carte tradizionali come il poker in cui la composizione del mazzo è limitata e predeterminata. Questo permette ad un giocatore di un GCC di personalizzare strategicamente il proprio mazzo per avvantaggiarsi dell'interazione favorevole delle carte, delle loro capacità e combinazioni.
Durante una partita i giocatori giocano tradizionalmente a turni ed eseguono azioni correlate al gioco. L'ordine ed il titolo di queste fasi variano tra i diversi sistemi di gioco ma queste sono tipiche:
- Rinnova - rendere tutte le carte in gioco pronte per il nuovo turno.
- Pescare una o più carte - necessarie per far circolare le carte nelle mani dei giocatori.
- Giocare una o più carte - usare le carte in mano (e quelle piazzate in precedenza nell'area di gioco) per interagire con il gioco.
- Scartare le carte - in quanto nella maggior parte dei giochi c'è un limite alla dimensione della mano.

### Videogiochi
Oltre ai giochi di carte fisici, sono stati anche sviluppati giochi di carte collezionabili da giocare utilizzando Internet o una rete locale. I giocatori, invece di collezionare carte fisiche, formano una raccolta virtuale che esiste solo come insieme di dati immagazzinati nel server del gioco. Queste carte possono essere acquistate (con denaro reale) o scambiate all'interno dell'ambiente di gioco. Esistono sia versioni online di giochi di carte collezionabili, per esempio Magic: The Gathering Online, sia giochi che esistono solamente come giochi online, per esempio Urban Rivals e Hearthstone). Il primo gioco di carte collezionabile fu Sanctum e Chron X, entrambi sviluppati nel 1997. Sanctum è stato messo offline nel giugno 2010, ma è ritornato attivo nel dicembre 2011 grazie all'intervento dei suoi fan Chron X è ancora attivo e continua a pubblicare nuove espansioni. Chron X fu sviluppato dalla Genetic Anomalies, che successivamente pubblicò altri giochi di carte collezionabili basati su contenuti su licenza.
La White Wolf, in collaborazione con CCG Workshop, realizzerà anche una versione online di Vampire: The Eternal Struggle, che rimarrà attiva tra il 2004 ed il 2007.
In alcuni casi sono aggiunti nuovi elementi, per esempio Sanctum e Star Chamber, includono tabelloni di gioco, così come animazioni ed effetti sonori per alcune delle carte. The NOKs offre figure parlanti e fasi di gioco in stile arcade. Invece il videogioco per PlayStation 3 Eye of Judgement usa delle carte collezionabili speciali codificate con un codice a barre. Le carte sono giocate su uno speciale tappeto di gioco e sono rilevate dalla telecamera della Playstation. In questo modo si vendono carte reali ai giocatori, il cui codice viene scannerizzato dalla PlayStation Eye che associa ad esse creature e animazioni in gioco. Similmente Chaotic, Bella Sara e MapleStory permettono ai giocatori online di inserire un codice alfanumerico univoco stampato su ogni carta, con cui accedere a carte virtuali e altre funzionalità online. L'ultima frontiera dei giochi di carte online sono quelli che, sfruttando le potenzialitá del digitale, danno il potere agli utenti di crearsi le loro carte; fanno parte di questa categoria Ariokan che permette agli utenti di creare carte direttamente in game tramite un apposito editor di carte e di averle disponibili immediatamente in partita e Collective il quale gestisce invece le proposte degli utenti sul suo subreddit su Reddit.
Un concetto correlato è quello di programma che permette ai giocatori di giocare giochi di carte collezionabili su Internet, ma senza appoggiarsi a un server o database centrale. In questo caso i giocatori non devono acquistare alcuna carta (virtuale o reale) e sono invece liberi di crearsi il mazzo che preferiscono usando le carte supportate dal programma. La maggior parte di questi programmi supportano direttamente solo un insieme limitato di regole e si affidano ai giocatori per interpretare le complesse interrelazioni tra le carte. Alcuni di questi programmi supportano più giochi, per esempio Magic Workstation è stato originariamente sviluppato per giocare a Magic, ma può tecnicamente supportare altri giochi.
In Giappone i giochi di carte online sono un tipo comune di videogioco per browser o mobile game free-to-play, e hanno un numero significativo di giocatori. Tra questi giochi ci sono The Idolmaster: Cinderella Girls, Kantai Collection e Million Arthur. Al 2012 Cinderella Girls guadagnava mensilmente oltre 1 miliardo di yen, mentre Kantai Collection ha raggiunto a maggio 2014 i due milioni di giocatori in tutto il Giappone.
I sistemi di gioco online che supportano la maggior varietà di giochi sono LackeyCCG e Gccg. I giochi offerti includono molti giochi sotto copyright non più pubblicati, per esempio Star Wars Customizable Card Game della Decipher' e Babylon 5 Collectible Card Game della Precedence Entertainment.
Inoltre ci sono diversi giochi online minori gestiti direttamente dai creatori delle carte e da uno staff di volontari.

## Distribuzione delle carte
Spesso le carte di gioco sono prodotte in gradi di scarsità diversi generalmente detti "comune", "poco comune" e "rara", ma alcuni giochi usano denominazioni alternative o aggiuntive per denotare i livelli di rarità. Inoltre delle carte speciali possono essere disponibili solo attraverso promozioni, eventi o raccolte premio.
La maggior parte dei giochi di carte collezionabili sono distribuiti in pacchi sigillati che contengono un sottoinsieme delle carte disponibili. Alcuni dei metodi più comuni di distribuzione sono:
- Kit iniziale - Questo è un prodotto introduttivo che contiene carte a sufficienza per due giocatori ed include le istruzioni del gioco. A volte, per accelerare il processo di apprendimento, il contenuto del set è fissato e progettato intorno ad un tema, così che i nuovi giocatori possano iniziare a giocare immediatamente.
- Mazzo da torneo o Mazzo iniziale - questo contiene carte a sufficienza (di solito 40 o più) per un singolo giocatore. Di solito contiene una selezione casuale di carte, ma con sufficienti elementi base da poter essere giocabile fin dall'inizio.
- Mazzo a tema - La maggior parte dei GCC sono progettati con fazioni, temi o strategie avversarie. Un mazzo a tema è composto principalmente da carte che funzionano bene assieme e generalmente è non casuale.
- Pacchi aggiuntivi - Questi contengono una selezione casuale da 8 a 15 carte, generalmente con una proporzioni di carte non comuni e rare maggiore di quella che si trova in un mazzo da torneo.

## Licenza
La Wizards of the Coast detiene il brevetto USA n. 5,662,332 sui giochi di carte collezionabili, compilato nell'ottobre 1995 e conferito nel settembre 1997. Il brevetto è stata criticato da alcuni osservatori che pensano che alcune sue rivendicazioni possano non essere valide, ma che difficilmente un concorrente può avere la forza economica di citarlo in una corte. Esso copre:
- Giochi pubblicati nella forma di carte collezionabili
- Giochi nel quale un giocatore sceglie una collezione di elementi scambiabili e li usa per competere con altri giocatori.
- Certi aspetti delle regole sviluppate originariamente per Magic: l'Adunanza, come per esempio tappare (gergo di gioco per indicare l'azione di voltare una carta sul suo fianco - derivato dall'inglese "to tap") una carta per indicare che ne sono state usate le risorse ed è temporaneamente inutilizzabile.

Come detentore di un brevetto la Wizard of the Coast ha richiesto a tutti gli altri editori di giochi di carte collezionabili una percentuale sulle vendite.
Nell'ottobre 2003, la Wizards of the Coast ha citato in giudizio presso la Corte Distrettuale di Seattle la Nintendo e le compagnie a lei correlate asserendo che il gioco di carte collezionabili di Pokémon violava il suo brevetto. Nel dicembre dello stesso anno le due parti sono giunte ad un accordo che non è stato rivelato, impedendo così di testare in tribunale la validità di questo brevetto.

## Preoccupazioni per il gioco d'azzardo
Come le lootbox nei videogiochi, ci sono preoccupazioni per le bustine sigillate e dal contenuto imprevedibile vendute nei giochi carte. L'elemento centrale della strategia di gioco nei GCC è la costruzione di un mazzo organico e sinergico; perciò, dopo aver acquistato un mazzo base prestabilito, per migliorare le proprie possibilità di vittoria, i giocatori dovranno acquistare le bustine alla ricerca di carte specifiche, senza sapere in anticipo cosa otterranno. Tuttavia, la contestazione dell'equiparazione delle bustine al gioco d'azzardo non è stata accolta in tribunale perché i GCC seguono in genere regole simili a quelle stabilite per la distribuzione delle figurine da baseball. Queste includono che l'editore dichiari quali sono le aspettative per la rarità delle bustine e che tutte le carte vendute abbiano lo stesso valore; sarà poi il mercato secondario, che assegna il proprio valore secondo l'offerta e domanda delle carte, ad aumentarne il prezzo. Poiché l'editore non interagisce con il mercato secondario, ciò contribuisce a isolarli dai problemi associati al gioco d'azzardo. Un sondaggio tra gli utenti del fòro in linea di Reddit ha notato come ci siano poche ragioni a favore della necessità di regolamentazione dei giochi di carte collezionabili. Questa preoccupazione verso il gioco d'azzardo gioca un ruolo importante nella promozione del marchio dei giochi di carte dal vivo in cui viene distribuita serie una di carte prefissate.